# Траосталос
Траосталос (на гръцки: Τραόσταλος) е археологически обект (светилище) в източната част на остров Крит, Гърция. Отнася се към средноминойския период (1950 – 1550 г. пр.н.е.). Светилището се намира в планината Траосталос (515 m), на
чийто най-висок връх се намира правоъгълно плато с размери 20 х 12 m. Именно на него е съградено светилището. От това място се открива прекрасна видимост към цялото източно крайбрежие на Крит, към островите Карпатос и Касос и може да се следи целия морски път от северните предели на Егейско море към източната част на Средиземно.
Първите археологически разкопки на светилището са направени през 1963—1964 г. от екипа на Костис Даварас, след което са подновени през 1978 г. Спешна спасителна акция се провежда и от април до октомври 1995 г.
На обекта са открити типичните за такива светилища артефакти - каменни олтари, керамика и глинени фигури на хора и животни - като например вотивна женска фигура от около 1700 г.пр.н.е. и мъжки фигури с петльови гребени, подобни на един от знаците, изобразени на известния Фестоски диск, открит в двореца във Фестос също на Крит. Всички тези човешки фигури са не по-големи от 20 cm, повечето са представени в цял ръст (някои на поставки) с изключение на няколко в седнало положение и дори на трон.